# Amos Mosaner
Amos Mosaner, född 12 mars 1995 i Trento, är en italiensk curlingspelare som representerar det italienska landslaget.

## Biografi
Amos Mosaner har medverkat vid två vinterolympiader 2018 och 2022. Vid de olympiska vinterspelen 2022 tog han tillsammans med Stefania Constantini guld curlingens mixed dubbel. I VM har tagit två bronsmedaljer och i EM tre bronsmedaljer.